# Johann Martin Chladenius
Johann Martin Chladni latinizzato  Chladenius (Lutherstadt Wittenberg, 17 aprile 1710 – Erlangen, 10 settembre 1759) è stato un teologo e storico tedesco che nell'ambito del razionalismo settecentesco di Gottfried Leibniz e Christian Wolff, è considerato il fondatore di una nuova ermeneutica che nella sua opera  Einleitung zur richtigen Auslegung vernünftiger Reden und Schriften (Guida alla retta interpretazione di scritti ragionevoli), egli definisce come hermeneutica profana (ermeneutica profana) diretta ai "libri storici".

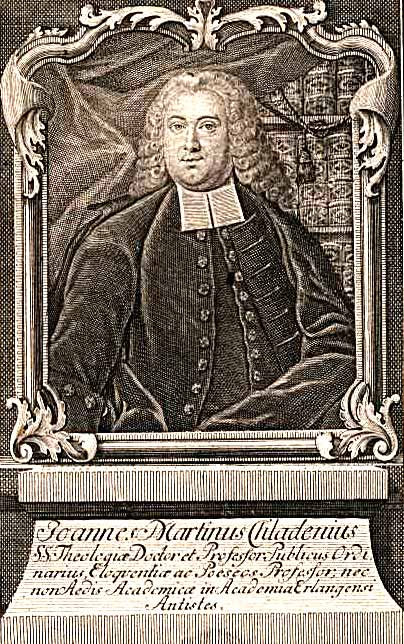
Johann Martin Chladenius

La prima novità apportata da Chladenius nell'interpretazione dei testi è l'analisi psicologica delle motivazioni che hanno determinato gli autori a comporre le loro opere.

## Comprensione e logica
Poiché egli pensa che la comprensione di un testo sia anche un'operazione logica elabora una serie di regole che governano la conoscenza, che possano applicarsi ad ogni particolare individuo:

«Dal momento che ogni tipo di spirito finito deve possedere un suo specifico modo di rappresentarsi il mondo, è per noi necessario sapere in che modo gli uomini giungano alla conoscenza delle trasformazioni del mondo.»
Vi sono poi delle regole generali applicabili all'interpretazione di tutti i testi salvo che alle Sacre Scritture poiché queste hanno un profondo senso misterioso che va oltre i poteri della ragione.

## Comprendere e interpretare
Per quanto riguarda l'interpretazione degli eventi storici Chladenius premette che bisogna distinguere tra il comprendere (verstehen):

«si comprende un discorso o un testo se si pensa tutto quello che le parole, secondo la ragione e le regole della nostra anima, possono suscitare in noi.» Il comprendere quindi la personale capacità razionale e psicologica di chi legge di comprendere un testo

e l'interpretare (auslegen) che invece,

«non è altro che dare a qualcuno le nozioni necessarie per comprendere pienamente o imparare a comprendere un discorso o uno scritto.» L'interpretazione dunque ha bisogno di specifiche regole che chi interpreta deve conoscere.

## Ilpunto di vistadello storico
Nella conoscenza storica opera quello che Chladenius chiama il «punto di vista» (Sehepunkt) dello storico che, come avviene per la "monade" leibniziana "specchio vivente dell'universo", può definirsi come  «lo stato interiore ed esteriore di uno spettatore in quanto capace di produrre un particolare modo d'intuire e considerare le cose che si presentano.» 
Nell'interpretazione di un testo quindi l'autore mette tutto se stesso "proiettando" all'esterno tutta intera, ragione e spiritualità, la sua personalità.

## Storia e storiografia
Merito di Chladenius è stato anche quello di avere esplicitamente introdotta quella distinzione, ripresa ampiamente da Benedetto Croce, tra la storia intesa come complesso delle res gestae e la storia intesa come historia rerum gestarum.
La prima più che storia è cronaca poiché si limita ad una elencazione senza significato degli eventi storici mentre la vera storia è la narrazione, l'interpretazione di quegli eventi, vale a dire la storiografia.

## Intendimento immediato e mediato
Chladenius si rende conto del rischio che l'interpretazione della storia come "punto di vista", possa portare a un relativismo nel significato dei fatti storici, che può però essere evitato distinguendo tra
- l'intendimento immediato che è quello che riguarda l'autore del testo e chi lo interpreta che deve tener conto di ciò che scrive lo storico senza stravolgerlo, mantenendo per quanto possibile una certa obiettività,
- e l'intendimento mediato che riguarda il lettore che, pur tenendo conto dell'interpretazione data al testo, avrà la tendenza, a seconda della sua personalità, dei suoi interessi, a pensare cose completamente diverse.

## Opere
- Einleitung zur richtigen Auslegung vernünftiger Reden und Schriften, Leipzig 1742
- Logica practica, ib. 1742
- Logica sacra, Ib. 1745
- Vernünftige Gedanken von dem Wahrscheinlichen und desselben gefährlichen Mißbrauche, 1748 [ND: Waltrop 1989]
- Kleine Sammlung von Betrachtungen, Erlangen 1749
- Opuscula academica varii generis, Leipzig 1750
- Nova philosophia definitiva, Ib. 1750
- Allgemeine Geschichtswissenschaft, worinnen der Grund zu einer neuen Einsicht in allen Arten der Gelahrtheit gelegt wird, Ib. 1752.
- Wöchentliche biblische Untersuchungen…, Erlangen 1754
- Theologische Nachforscher…, Erlangen 1757
- Von Auslegung historischer Nachrichten und Bücher, in: Gadamer, Hans Georg/Boehm, Gottfried (Hg.), Seminar: Philosophische Hermeneutik, Frankfurt/M. 1976, 69ss